# H.J. Blom
Hans Jørgen Blom (16. oktober 1792 i Randers – 13. april 1864 på Frederiksberg) var en dansk officer, militærhistoriker og politiker, far til Vilhelm og Otto Blom.

## Baggrund og uddannelse
Han var søn af stiftamtmand Emanuel Blom (1747-1826, gift 2. gang 1798 med Charlotte Christiane von Arenstorff, 1775-1826) og Anne Marie Elisabeth Wirenfeldt (1757-1795). Han tilbragte en bevæget barndom; ved moderens død sendtes han, kun tre år gammel, til Norge til en farbroder, kom der fra i sit 11. år i huset hos pastor Forchhammer ved Christiansfeld, hvor han nød en omhyggelig undervisning indtil sin konfirmation, da han vendte tilbage til Norge for at indtræde i farbroderens købmands- og skibsrederforretning. Denne var imidlertid blevet ødelagt under krigen med englænderne, og Blom bestemte sig da til at slå handelen af hovedet og gå den militære vej. Han vendte da på ny hjem til sit fædreland, indtrådte 1808 som frikorporal i Kongens Regiment, gennemgik derpå Militærinstituttet og tog her fra 1811 sekondløjtnantseksamen med udmærkelse. 1813 gjorde han felttoget med i Nordtyskland og Holsten ved Holstenske Skarpskyttekorps, men vendte efter fredslutningen tilbage til Kongens Regiment, hvor han 1818 blev premierløjtnant, 1827 kaptajn og 1841 major, i hvilken egenskab han dog først trådte i funktion det følgende år ved 3. linjeinfanteribataljon. Han havde da erhvervet sig et smukt lov og ansås i det almindelige omdømme for en af Hærens dueligste officerer. I de Overvejelser angående officerernes kvalifikationer, der gik forud for Hærlovens ikrafttræden 1842, og som forelagdes kongen, udtales der om ham, at han i enhver henseende fyldestgør de for avancement stillede betingelser, og der tilføjes: "Forbinder med særdeles gode åndsevner en meget ædel Karakter; forstaar godt at omgaas sine undergivne; er Forfatter til flere historiske og militære Skrifter."

## Forfatter og debattør
Det er med rette, at Blom i denne lille karakteristik nævnes som forfatter, thi den ganske vist ikke ringe fritid, garnisonstjenesten levnede ham som hans kammerater i Frederik VI's sidste regeringsår, havde han benyttet flittig og godt til boglig syssel. Et betydeligt krigshistorisk arbejde fra den periode er således hans i 1826 udgivne Unions- og Borgerkrigene, egentlig skrevet som indledning til en påtænkt fremstilling af Danmarks senere krigshistorie; ejendommeligt og enestående i den danske litteratur er det i 1829 udkomne nydelige lille Skrift Katekismus for den danske Krigsmand – optrykt i 1864 af Foreningen til gudelige Smaaskrifters Udbredelse –, og i Magasin for militær Videnskabelighed og Militært Repertorium 1. række, af hvilket sidste tidsskrift han var medredaktør fra 1837-40, vil man finde flere, til dels fortræffelige, afhandlinger af ham vedrørende krigshistoriske og taktiske emner. Størst Betydning som skribent har Blom dog, når han behandler landets forsvarsvæsen. Han så i dette punkt klarere end de fleste af hans samtidige, og han fremsatte sine tanker herom med den djærvhed, der var ham egen, og med en overbevisningens varme, som gav til kende, hvor meget sagen lå ham på hjerte. Opsigtvækkende blandt denne art arbejder var tvende i 1831 og 1832 under titlen Land- og Sømagt, med nærmest Hensyn til Danmark udkomne pjecer, i hvilke han bebrejdede sine landsmænd den herskende ligegyldighed for landhæren og hævdede, at den bedste betryggelse for rigets uafhængighed fortrinsvis måtte søges i et kraftigt forsvar til lands. Disse mod den gængse forestilling stridende anskuelser og den derved fremkaldte levende meningsudveksling blandt Hærens og Flådens officerer gav i det hele stødet til og dannede udgangspunktet for den bevægelse, der nu rejste sig på forsvarsordningens område. Det var i fortsættelse af Bloms skrifter, at A.F. Tscherning, hvis ideer Blom for øvrigt senere bekæmpede, udgav sine flyveblade om det danske væbningssystem, der 1833 pådrog ham en slags landsforvisning af Frederik VI. Endelig bør det i sammenhæng hermed nævnes, at Blom, da spørgsmålet om Dannevirkestillingen 20 år senere stod på dagsordenen, udtalte sig mod denne frontalbefæstning og med styrke gjorde gældende, at værn mod fjendtligt indfald på halvøen fra syd kun kunne vindes ved stærkt befæstede flankestillinger ved Dybbøl og Fredericia.
1822-42 var Blom desuden bibliotekar ved Garnisonsbiblioteket og 1822-38 lærer ved Borgerdydskolen i København.

## Treårskrigen
Ved Treårskrigens udbrud i 1848 stod Blom endnu som major ved 3. bataljon, der først dagen efter slaget ved Slesvig stødte til hæren, men få dage efter udnævntes han til oberstløjtnant og kommandør for 4. bataljon, med hvilken han deltog i træfningen ved Nybøl 28. maj. 5. juni ved Dybbøl kommanderede han en midlertidig formeret brigade og fremhævedes af F.A. Schleppegrell for sin under slaget, i hvilket han såredes, udviste tapperhed. Under våbenstilstanden overtog han på ny kommandoen over sin bataljon, der i hele det følgende års felttog hørte til besætningen på øen Als, og her blev Blom i 1849 udnævnt til oberst og ved krigens udbrud 1850 ansat som kommandant. 1852 inddroges kommandantskabsposten, og Blom, der ikke havde ønsket i det sted at gå som kommandant til Fredericia, modtog da under 2. maj samme år sin afsked af krigstjenesten. 1840 var han blevet Ridder af Dannebrog og blev ved sin afgang Dannebrogsmand.

## Politiker
I 1854 valgtes han ved suppleringsvalg 27. september til landstingsmand for København (1. kreds) og var en af de få, der stemte imod Grundlovens indskrænkning til kongerigets særlige anliggender, men tog i øvrigt i den ene session, hvoraf han var medlem, kun ringe del i tingets forhandlinger. Suppleringsvalget skulle erstatte de udtrådte medlemmer H.N. Clausen, J.E. Larsen og J.N. Madvig. Ved både det ordinære valg 20. juni 1855 og det følgende suppleringsvalg fik Blom dog for få stemmer til at blive genvalgt. Blom viste sig også som en stærk modstander af den planlagte Københavns Befæstning.
Blom blev gift 1. august 1823 i Lumby Kirke ved Odense med Mathea Elisabeth Lütken (21. oktober 1796 sammesteds - 18. december 1832 i København), datter af amtsprovst Peter Vilhelm Lütken (1761-1844) og Marie Christine Saxtorph (1768-1842).
Han er begravet på Garnisons Kirkegård.